# Weaverville (Kalifornien)
Weaverville ist ein census-designated place (CDP) im US-Bundesstaat Kalifornien und der Verwaltungssitz (County Seat) des Trinity County mit 3667 Einwohnern (Stand: 2020).

## Geschichte
Weaverville wurde 1850 gegründet und ist eine historische Stadt des kalifornischen Goldrausches. Am Fuße der heutigen Trinity Alps Wilderness Area gelegen, war Weaverville einst die Heimat von etwa 2000 chinesischen Goldgräbern und hatte sein eigenes Chinatown. 1938 wurde hier der Film Goldene Erde Kalifornien gedreht. Holzfällerei und Tourismus waren viele Jahre lang die wirtschaftlichen Hauptstützen von Weaverville. 

## Demografie
Nach der Volkszählung von 2010 leben in Weaverville 3600 Menschen. Die Bevölkerung teilt sich 2019 auf in 88,3 % nicht-hispanische Weiße, 0,3 % Afroamerikaner und 6,0 % amerikanische Ureinwohner. Hispanics oder Latinos machten 3,5 % der Bevölkerung aus. Das mittlere Haushaltseinkommen lag 2017 bei 49.409 US-Dollar und die Armutsquote bei 18,3 %.

## Verkehr
Die California State Route 299 verläuft durch Weaverville.